# أماسيا (قارة)
أماسيا (بالإنجليزية: Amasia)‏ وهي قارة عظمى محتملة في المستقبل التي يمكن أن تتشكل باندماج قارتي آسيا وأمريكا الشمالية وتكون بديلة لقارة بانجيا الأخرى. وهذا يعتمد على حقيقة أن صفيحة المحيط الهادي اندست بالفعل تحت أوراسيا وأمريكا الشمالية ، وهي العملية التي إذا استمرت ستؤدي في نهاية المطاف إلى الإغلاق. وفي الوقت نفسه سوف تدفع أميركا الشمالية للغرب بسبب مرتفعات وسط المحيط الأطلسي. وبالتالي، فإن الأطلسي في مرحلة ما في المستقبل سيكون أكبر من المحيط الهادئ. ففي سيبيريا الحدود بين صفيحتي أوراسيا وأمريكا الشمالية ثابتة لملايين السنين. فإن الجمع بين هذه العوامل تتسبب في اندماج أمريكا الشمالية مع آسيا وبالتالي تشكيل قارة عظمى.

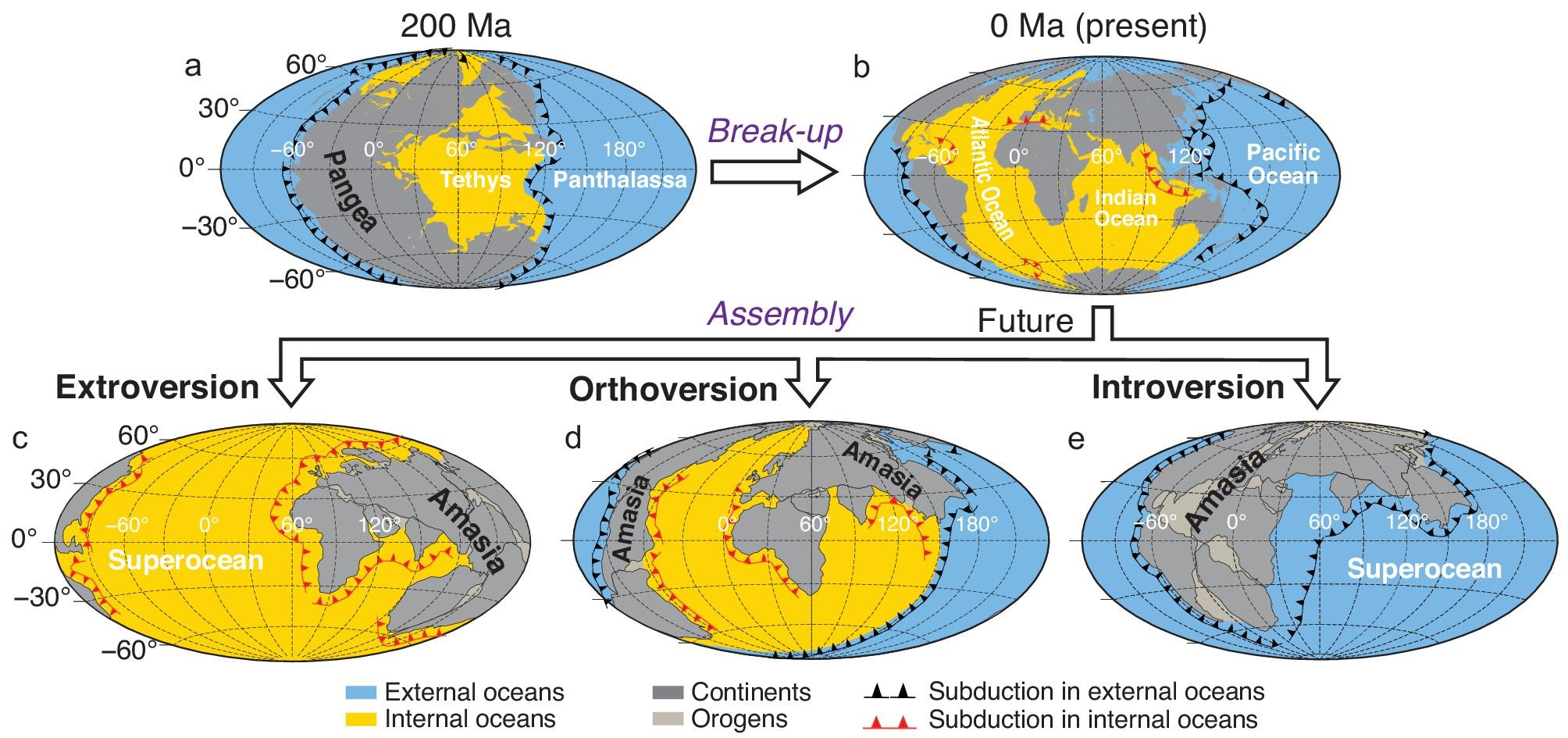